# Paleozoología

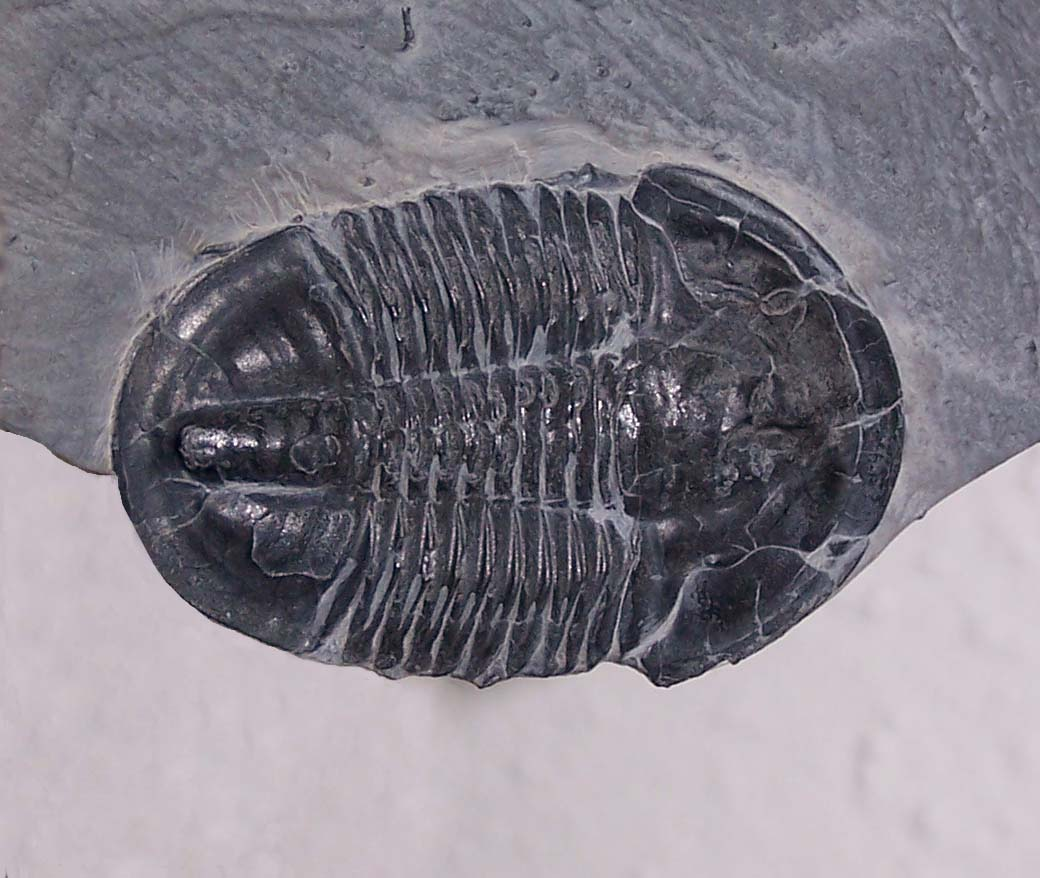
Fósil de un trilobites, clase de artrópodos extinta.

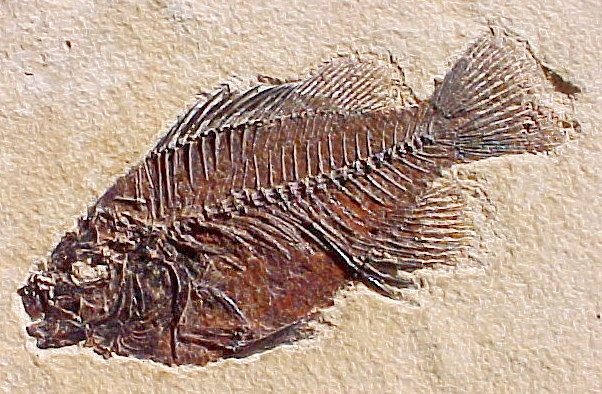
Fósil del pez Priscacara liops, del Eoceno de Wyoming (Estados Unidos).

La paleozoología (en griego: παλαιόν, palaeón 'antiguo' y ζῷον, zoón 'animal') es la rama de la paleobiología y la zoología que se ocupa del estudio de los animales extintos a partir de sus restos fósiles. Como otras disciplinas paleontológicas, se basa principalmente en la anatomía comparada, la morfología funcional y la taxonomía. Permite, entre otros resultados, la reconstrucción de ecosistemas antiguos o de la evolución de la vida en el planeta.
Puede subdividirse en tantas partes como taxones se estudian en zoología, pero aplicados a los taxones conocidos e identificados por sus fósiles, como paleoantropología (seres humanos), paleomastozoología (mamíferos), paleornitología (aves), paleoherpetología (anfibios, reptiles en sentido amplio y dinosaurios), paleoentomología (insectos), paleomalacología (moluscos), etc. Otra división, más general, que suele utilizarse es entre paleontología de vertebrados y paleontología de invertebrados.
Mientras que los fósiles especulativos de los primeros animales (en forma de esponjas primitivas como Otavia) pueden remontarse al período Tónico tardío de mediados de la era Neoproterozoica, los restos de metazoos macroscópicos definitivos se encuentran principalmente en el registro fósil desde el período Ediacárico en adelante, aunque no se vuelven comunes hasta después de la Explosión Cámbrica, y vertebrados los fósiles no se vuelven comunes hasta el período Devónico tardío en la segunda mitad de la era Paleozoica. Quizás el grupo de macrofósiles más conocido es el de los dinosaurios. Otros macrofósiles de origen animal popularmente conocidos incluyen trilobites, crustáceos, equinodermos, braquiópodos, moluscos, peces óseos, tiburones, dientes de vertebrados y conchas de numerosos grupos de invertebrados. Esto se debe a que las partes orgánicas duras, como los huesos, los dientes y las conchas, resisten la descomposición y son los fósiles de animales más comúnmente conservados y encontrados. En consecuencia, los animales exclusivamente de cuerpo blando, como las medusas, los gusanos planos, los nematodos y los anélidos, rara vez se fosilizan, ya que estos grupos tienen pocos tejidos mineralizados que puedan sobrevivir a los procesos geológicos, aunque se pueden preservar trazas fósiles de su existencia y actividades.[cita requerida]